# Sint-Andreaskerk (Bikschote)

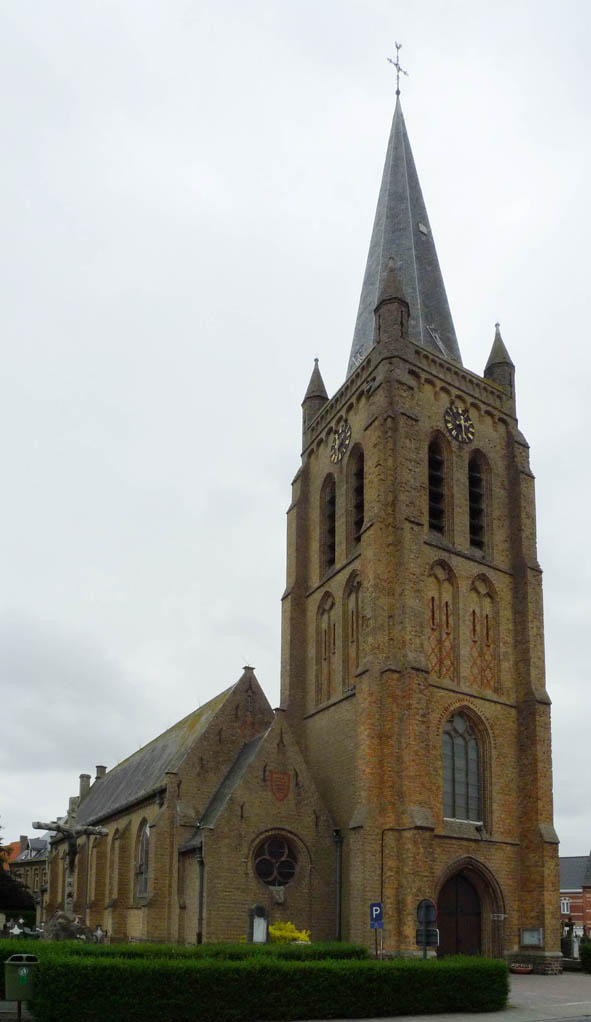
Sint-Andreaskerk in Bikschote

De Sint-Andreaskerk is de parochiekerk van de tot de West-Vlaamse gemeente Langemark-Poelkapelle behorende plaats Bikschote, gelegen aan de Bikschotestraat.

## Geschiedenis
Omstreeks 1200 werd voor het eerst melding van een kerkgebouw gemaakt. Later verscheen een laatgotische hallenkerk welke in 1863-1864 door J. Lernould werd uitgebreid en van een toren voorzien, welke een vierkante basis had en overging in een achthoekige verdieping.
De kerk werd verwoest tijdens de Eerste Wereldoorlog en in 1921 herbouwd naar ontwerp van Marcel Hocepied. Hierbij werd aangesloten bij de regionale architectuur.

## Gebouw
Het betreft een driebeukige hallenkerk met voorgebouwde westtoren. Als materiaal werd gele baksteen gebruikt op een plint van ijzerzandsteen. Het hoofdkoor heeft een driezijdige sluiting, de zijkoren zijn recht afgesloten.
De toren heeft een vierkante plattegrond, vier geledingen en is voorzien van steunberen. Op de trans vindt men vier hoektorentjes. Het meubilair is neootisch, afgezien van een 18e-eeuwse communiebank. Het orgel is van 1926 en werd vervaardigd door Frans Vos.
Een vijftal glas-in-loodramen van 1925 memoreren de evacuatie en de terugkomst van de inwoners, en de wederopbouw. Als allegorie werd gebruik gemaakt van de Vlucht naar Egypte.
De kerk is omgeven door een kerkhof waarop zich ook de Kapel Onze-Lieve-Vrouw van Rust en Vrede bevindt.